# Aenigmatit
Das Mineral Aenigmatit ist ein relativ selten vorkommendes Kettensilikat aus der Mineralklasse der Silikate. Es kristallisiert im triklinen Kristallsystem mit der chemischen Zusammensetzung Na2(Fe2+4Ti)Fe2+[O2|Si6O18] und entwickelt meist kurze, prismatische Kristalle von schwarzer Farbe bei rotbrauner Strichfarbe. Dünne Lamellen sind bräunlich durchscheinend.
Mit Wilkinsonit bildet Aenigmatit eine Mischreihe.

## Etymologie und Geschichte
Erstmals beschrieben wurde Aenigmatit und dessen Typlokalität, die Ilimaussaq-Intrusion in der Umgebung des Kangerlussuaq-Fjords in Südwestgrönland, 1865 von August Breithaupt (1791–1873). Er benannte das Mineral nach altgriechisch αἴνιγμα aínigma, deutsch ‚Rätsel‘, um damit auf seine ursprünglich ungeklärte chemische Zusammensetzung hinzuweisen.
Typmaterial des Minerals wird in der geowissenschaftlichen Sammlungen der TU Bergakademie Freiberg unter den Sammlungs-Nr. 28614, 29166 und 29167 aufbewahrt. Es handelt sich dabei um eine Kleinstufe und Material in Röhrchen.

## Klassifikation
Bereits in der veralteten 8. Auflage der Mineralsystematik nach Strunz gehörte der Aenigmatit zur Mineralklasse der „Silikate und Germanate“ und dort zur Abteilung der „Ketten- und Bandsilikate (Inosilikate)“, wo er als Namensgeber die „Aenigmatit-Gruppe“ mit der System-Nr. VIII/D.07 und den weiteren Mitgliedern Deerit, Hainit, Howieit, Magbasit, Rhönit und Tinaksit bildete.
Im Lapis-Mineralienverzeichnis nach Stefan Weiß, das sich aus Rücksicht auf private Sammler und institutionelle Sammlungen noch nach dieser Form der Systematik von Karl Hugo Strunz richtet, erhielt das Mineral die System- und Mineral-Nr. VIII/F.14-20. In der „Lapis-Systematik“ entspricht dies ebenfalls der Abteilung „Ketten- und Bandsilikate“, wo Aenigmatit zusammen mit Addibischoffit, Dorrit, Høgtuvait, Khesinit, Krinovit, Kuratit, Makarochkinit, Rhönit, Serendibit, Warkit, Welshit und Wilkinsonit die „Aenigmatit-Gruppe“ bildet (Stand 2018).
Auch die seit 2001 gültige und von der International Mineralogical Association (IMA) bis 2009 aktualisierte 9. Auflage der Strunz’schen Mineralsystematik ordnet den Aenigmatit in die Abteilung der „Ketten- und Bandsilikate“ ein. Diese ist allerdings weiter unterteilt nach der Struktur der Ketten, so dass das Mineral entsprechend seiner Kristallstruktur in der Unterabteilung „Ketten- und Bandsilikate mit 4-periodischen Einfachketten, Si4O12“ zu finden ist, wo es zusammen mit Baykovit, Dorrit, Høgtuvait, Khmaralith, Krinovit, Makarochkinit, Rhönit, Sapphirin, Serendibit, Welshit und Wilkinsonit die unbenannte Gruppe 9.DH.45 bildet.
Die Systematik der Minerale nach Dana ordnet den Aenigmatit ebenfalls in die Klasse der „Silikate und Germanate“, dort allerdings in die bereits feiner unterteilte Abteilung der „Kettensilikate: Ketten mit Seitenzweigen oder Schleifen“ ein. Hier ist er als Namensgeber der Gruppe „Aenigmatit und verwandte Arten (Aenigmatit-Untergruppe)“ mit der System-Nr. 69.02.01a und den weiteren Mitgliedern Dorrit, Høgtuvait, Krinovit, Rhönit, Serendibit, Welshit, Wilkinsonit und Makarochkinit innerhalb der Unterabteilung „Kettensilikate: Ketten mit Seitenzweigen oder Schleifen mit P>2“ zu finden.

## Kristallstruktur
Aenigmatit kristallisiert triklin in der Raumgruppe P1 (Raumgruppen-Nr. 2) mit den Gitterparametern a = 10,41 Å; b = 10,81 Å; c = 8,93 Å; α = 104,9°; β = 96,9° und γ = 125,3° sowie 2 Formeleinheiten pro Elementarzelle.

## Modifikationen und Varietäten
Bisher sind keine weiteren Modifikationen der Verbindung Na2(Fe2+4Ti)Fe2+[O2|Si6O18] bekannt.
Als Cossyrit wird eine eisenhaltige Varietät von Aenigmatit mit zusätzlichen Ti- und Fe3+-Ionen bezeichnet.

## Bildung und Fundorte

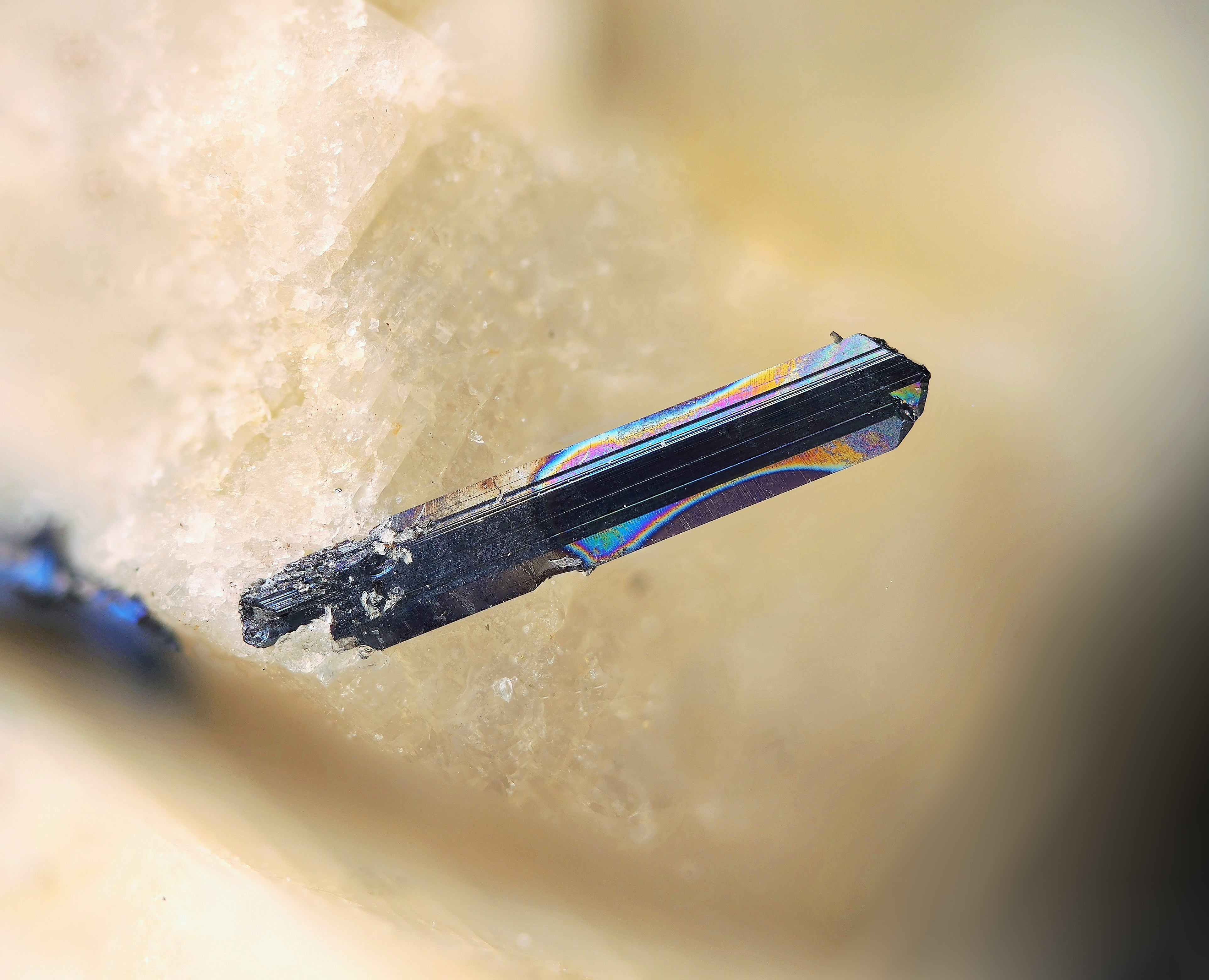
Aenigmatitkristall auf Sanidin vom Água de Pau, São Miguel, Azoren (Sichtfeld 4,84 mm)

Aenigmatit bildet sich gewöhnlich in hellen, Natrium-betonten (alkalinen) Magmagesteinen. Darunter zu nennen wären:
- Natrium-Syenite und Natrium-Trachyte
- Pantellerite und Commendite
- Nephelinsyenite (Foyaite)
- Phonolithe und
- Nephelinsyenit-Pegmatite.

Vergesellschaftet ist Aenigmatit vor allem mit Aegirin, Arfvedsonit und Riebeckit, aber auch Albit, Anorthoklas, Astrophyllit, Augit, Fayalit, Hedenbergit, und Ilmenit können hinzutreten.
Als eher seltene Mineralbildung kann Aenigmatit an verschiedenen Fundorten zum Teil zwar reichlich vorhanden sein, insgesamt ist er aber wenig verbreitet. Weltweit sind bisher rund 170 Fundorte für Aenigmatit dokumentiert (Stand 2020). Neben seiner Typlokalität Ilimaussaq fand sich das Mineral in Grönland noch bei Igaliku, Nunarssuit und Quagdlimiut des Bezirks Kitaa sowie bei Kangerlussuaq und der Kialineq Bay im Bezirk Tunu.
Weitere Fundorte sind Tasmanien in Australien, die nördlichen und südwestlichen Regionen von Kamerun, mehrere Regionen von Kanada, Mianning in China, Pantelleria in Italien, die japanische Insel Honshū, die Halbinsel Ampasindava von Madagaskar, das mongolische Altaigebirge, bei Aris in der namibischen Region Khomas, auf Neuseeland, die nigrische Region Agadez, Kangwŏn-do in Nordkorea, mehrere Regionen der norwegischen Provinzen Telemark und Vestfold, die Azoren in Portugal, mehrere Regionen der russischen Halbinsel Kola, die zu St. Helena, Ascension und Tristan da Cunha gehörende Insel Ascension, Gyeongsangbuk-do in Südkorea, in Südjemen, am Ngorongoro-Krater in Tansania, Strathclyde in Großbritannien, die Ukraine, Mecsek in Ungarn sowie mehrere Regionen in den Vereinigten Staaten.